# Distretto di Juli
Il distretto di Juli è uno dei sette  distretti della provincia di Chucuito, in Perù. Si trova nella regione di Puno e si estende su una superficie di 720,38 chilometri quadrati.

Ha per capitale la città di Juli; nel censimento 2007 si contava una popolazione di 23.741 unità.

## Collegamenti esterni

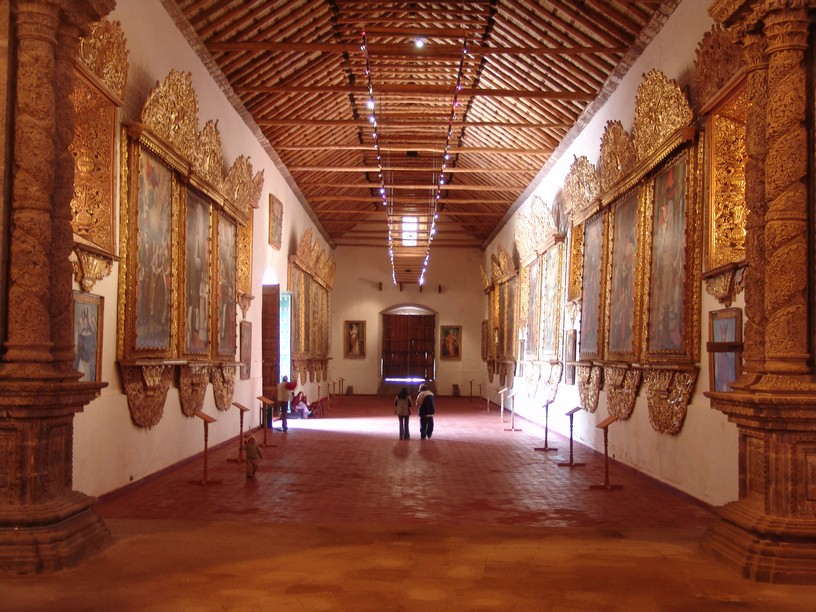
Chiesa di Juli